# شهرستان تاوراگه
شهرستان تاوراگه (به لیتوانیایی: Tauragės apskritis) یکی از شهرستان‌های کشور لیتوانی است.
این شهرستان ۱۱۰٬۰۵۹ نفر جمعیت، ۴٬۴۱۱ کیلومتر مربع مساحت و مرکز شهر تاوراگه است.